# Желябов, Андрей Иванович
Андре́й Ива́нович Желя́бов (17 [29] августа 1851, с. Горностаевка, Феодосийский уезд, Таврическая губерния — 3 апреля [15 апреля] 1881, Санкт-Петербург) — революционер-народник, террорист, член Исполнительного комитета «Народной воли», один из организаторов убийства императора Александра II.

## Биография
Родился 17 (29) августа 1851 года в селе Горностаевка (Крым) в семье крепостных дворовых крестьян (брат Михаил, сёстры Александра, Мария, Ольга). Чтению его обучил дед по матери Гаврила Тимофеевич Фролов; узнав об этом, помещик Нелидов решил продолжить обучение ребёнка. В 1860 году А. Желябов был определён в Керченское уездное училище, позже преобразованное в мужскую Александровскую гимназию. В гимназии познакомился с идеями социализма, прочитав роман Н. Г. Чернышевского «Что делать?». Окончил обучение с серебряной медалью.

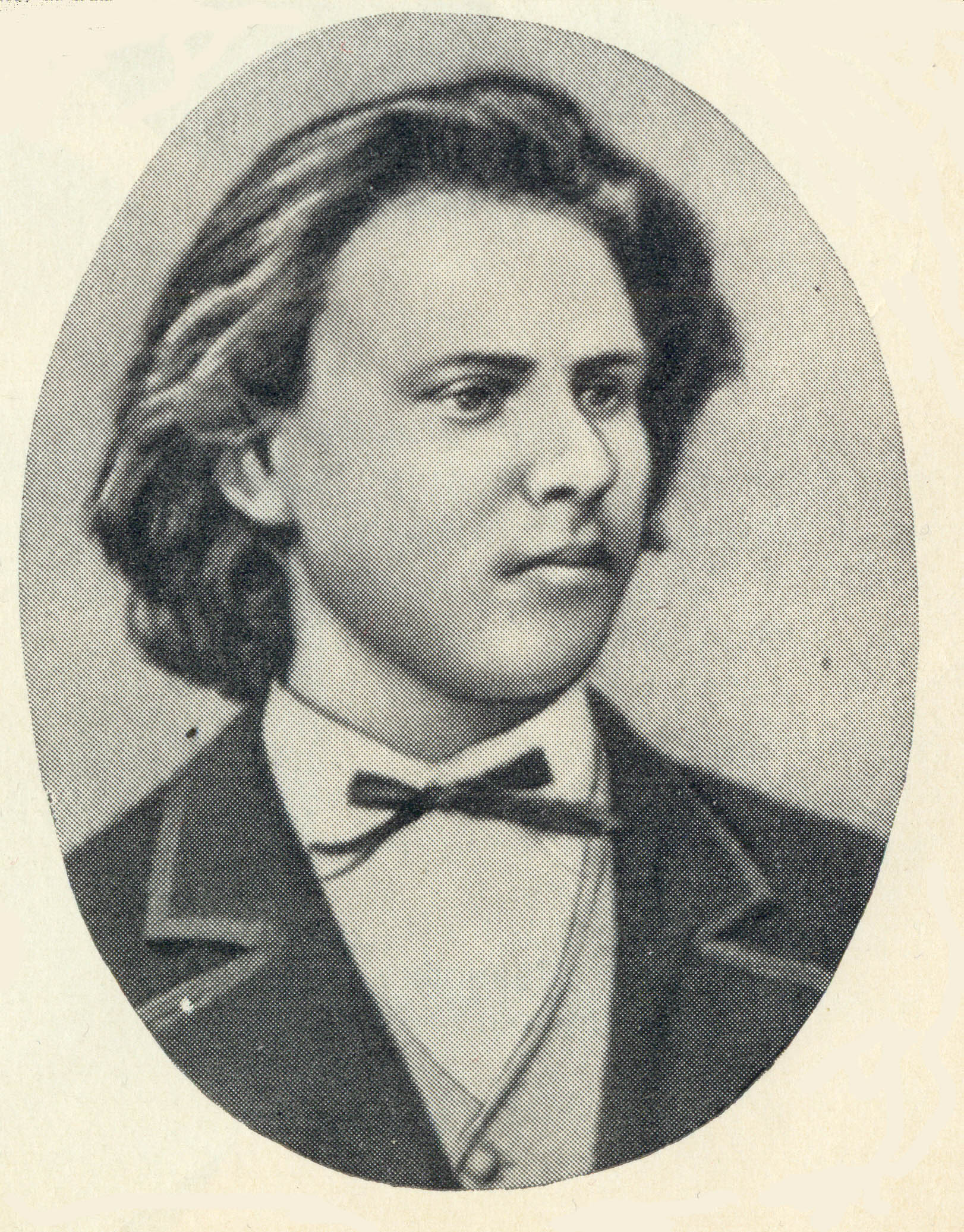
А. Желябов в студенческие годы

В 1869 году поступил на юридический факультет Новороссийского университета в Одессе. Был активным членом студенческого кружка социалистов. В 1871 году возглавил студенческие волнения, вызванные оскорбительным поведением преподавателя Богишича, за что был исключён из университета, а затем выслан из города. В следующем году ему отказали в восстановлении в университете. Он был вынужден зарабатывать на жизнь случайными уроками.
Познакомился с членами кружка «чайковцев» Ф. Волховского. В 1873 году, после женитьбы на Ольге Семёновне Яхненко, от брака с которой родился сын Андрей, А. Желябов переехал в Городище Киевской губернии (ныне Бориспольский район Киевской области). Здесь он познакомился с деятелями украинских революционных организаций (в том числе с членами «Громады», организации националистического толка). В том же году вернулся в Одессу, стал членом кружка Волховского. В 1874 году был арестован по делу Петра Макаревича, однако затем освобождён под залог. В 1875—1877 годах — участник «хождения в народ». В 1877 году был арестован и доставлен в Санкт-Петербург. Здесь, в доме предварительного заключения, он познакомился со многими народниками, включая Софью Перовскую. Участвовал в «процессе ста девяноста трёх». 23 января 1878 года был оправдан. Затем проживал в Подольской губернии, продолжая вести пропаганду среди крестьян.
Не видя результатов пропаганды в деревне, как и многие другие народники, он постепенно пришёл к убеждению в необходимости политического террора. В июне 1879 года принял участие в Липецком съезде, стал членом Исполнительного комитета новой партии. Затем его приняли в члены «Земли и воли», поэтому он смог участвовать в Воронежском съезде. После раскола «Земли и воли» стал одним из наиболее активных деятелей «Народной воли».

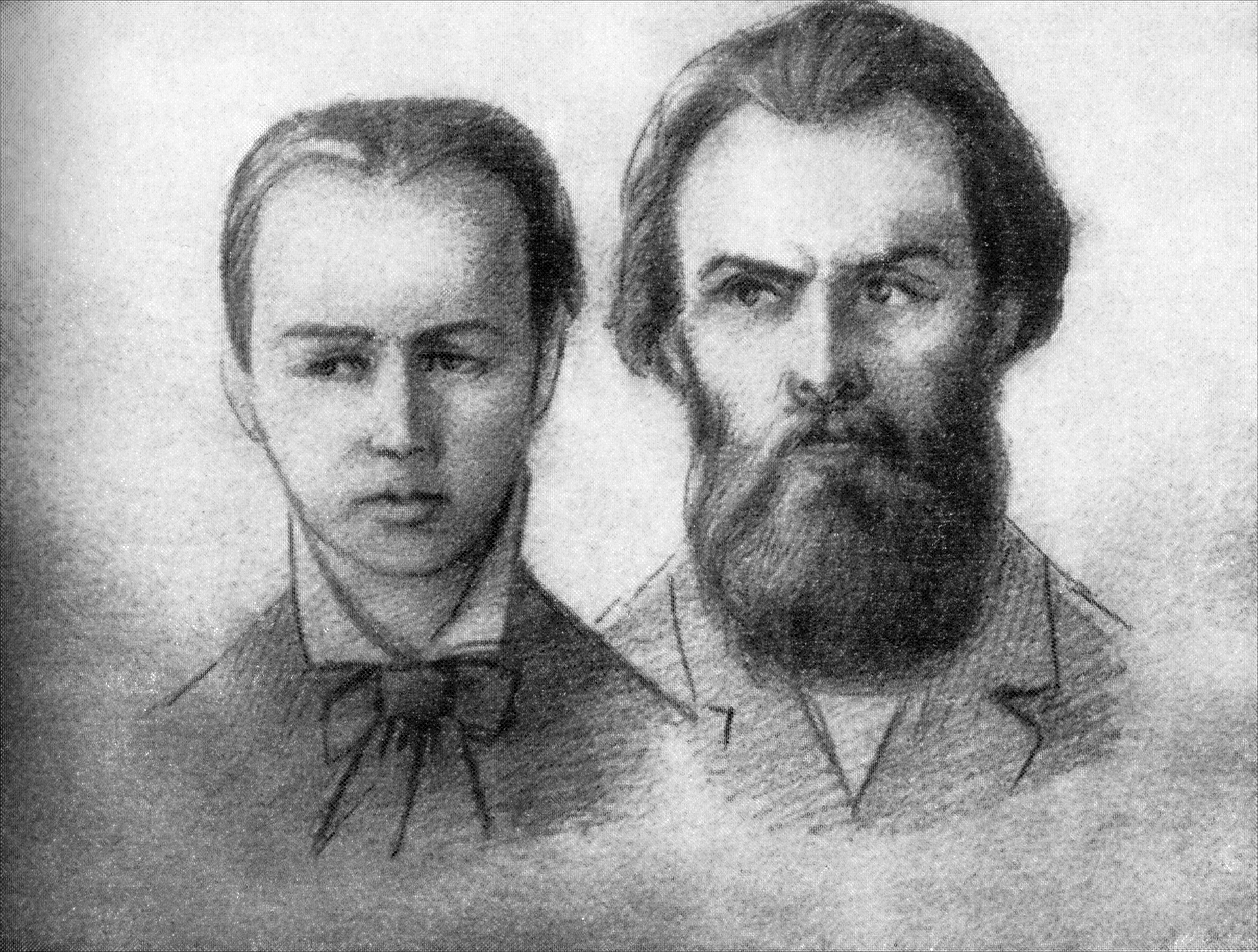
С. Перовская и А. Желябов на суде

17 ноября 1879 года под Александровском участвовал в неудавшемся покушении на возвращавшегося из Крыма императора Александра II посредством подрыва его поезда.
В феврале 1880 года выступил как один из организаторов взрыва в Зимнем дворце, подготовленного и осуществлённого Степаном Халтуриным. К 1880 году стал одним из фактических руководителей Исполнительного комитета, одним из организаторов рабочей, студенческой и военной организации «Народной воли». Был одним из разработчиков программы рабочих членов «Народной воли».

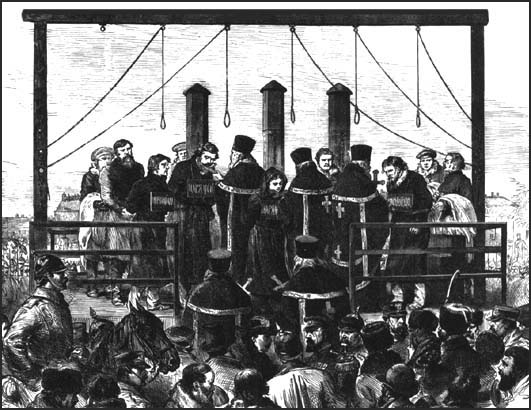
Казнь

Зимой 1880—1881 годов руководил подготовкой очередного покушения на императора. Арестован вместе с М. Тригони в меблированных комнатах г-жи Мессюро, располагавшихся на углу Невского проспекта и Караванной улицы, в № 12, 27 февраля, то есть за 2 дня до подготовленного им удавшегося покушения на Александра II. Потребовал приобщить себя к делу цареубийц.
Приговорён к смертной казни наряду с другими народовольцами открывшимся 26 марта Особым присутствием Правительствующего сената (первоприсутствующий сенатор Э. Я. Фукс, прокурор Н. В. Муравьёв). На суде отказался от защитника; пытался излагать свои убеждения и программу партии («…служил я делу освобождения народа. Это моё единственное занятие, которому я много лет служу всем своим существом», — заявил он при допросе).
Повешен на плацу Семёновского полка вместе с другими народовольцами-первомартовцами 3 (15) апреля 1881 года.

## Личностные оценки
В. И. Ленин ставил Желябова в один ряд с такими революционерами, как Робеспьер и Гарибальди.
Ленин говорил о Желябове в своём произведении «Что делать?» как об одном из «корифеев» революционного движения, «горячая проповедь» которого «встречает отклик в стихийно пробуждающейся массе», но отмечал, что брать Желябова за образец не собирается.
Исполнявший обязанности прокурора при Особом присутствии Правительствующего сената в процессе по делу «О злодеянии 1 марта 1881 года, жертвою коего стал в Бозе почивший император Александр II Николаевич» Н. В. Муравьёв, на заседании 28 марта 1881 года:
«На суде и во время предварительного исследования дела в показаниях Желябова, содержание которых помещено в обвинительном акте, заметна одна черта, на которую я уже указывал, эта черта — желание представить своё дело в преувеличенном свете, желание его расширить, желание придать организации характер, которого она не имела, желание, скажу прямо, и порисоваться значением партии, и отчасти попробовать запугать. Но ни и первое, ни второе не удаётся подсудимому. Белыми нитками сшиты все эти заявления о революционном геройстве; суд видит чрез них насквозь неприглядную истину <…> Когда я составлял себе, на основании данных дела, общее мнение, общее впечатление о Желябове, он представлялся мне человеком, весьма много заботящемся о внешней стороне, о внешности своего положения. Когда же на суде с напускною гордостью он сказал, что пользуется доверием исполнительного комитета, я вполне убедился, что мы имеем пред собою тип революционного честолюбца».

## Память
Улицы Желябова существуют во многих городах бывшего СССР — например, улица Желябова в Павловске, в Липецке, в Брянске, Воронеже, Иркутске, Казани, Калининграде, Кинешме, Армавире, Красноярске, Магнитогорске, Ангарске, Можайске, Перми, Рыбинске, Таганроге, Калинине, Оренбурге, Донецке, Евпатории, Керчи, Симферополе, Феодосии, Новочеркасске, Боровичах. Ранее имя Желябова также носили улицы в Ленинграде (до 1991 года), в Астрахани (до 2007 года), в Кисловодске (до 2024 года), в Новгороде (до 1999 года) и в Куйбышеве (до 2009 года), в Киеве (до 2018 года). Также, имя А. Желябова носит площадь в Смоленске, посёлок в Устюженском районе Вологодской области. Памятник народовольцам с перечнем имён установлен в Нижнем парке Липецка. В 1920 году Государственный фарфоровый завод выполнил тарелку с изображением революционера. Заказ был связан с 40-летием покушения на Александра II.

## Адреса в Санкт-Петербурге
- 10.1880 — 27.02.1881 года — доходный дом, 2-я Рота, д. 15, кв. 4;
- 27.02.1881 года — квартира М. Н. Тригони в доходном доме П. И. Лихачёва — Невский проспект, д. 66, кв. 12.
- С 1918 по 1991 год улицей Желябова называлась Большая Конюшенная улица, на которой Желябов с Перовской готовили покушение на Александра II.

## Кинофильмы
- «Единственная любовь дочери губернатора» (документальный фильм, режиссёр Елизавета Трусевич, кинокомпания «СтоЛент», 2009).
- Софья Перовская (фильм) — советский художественный фильм режиссёра Лео Арнштама, 1967 год.